# Gotha G.II
De Gotha G.II is een Duitse strategische bommenwerper, gebruikt door de Luftstreitkräfte ("luchtstrijdkrachten") tijdens de Eerste Wereldoorlog.

## Ontwerp
De G.II was als een geheel nieuwe dubbeldekker ontworpen door Hans Burkhard, die eerder het ontwerp van Oskar Ursinus van de Gotha G.I gewijzigd had. Hij verliet Ursinus' onorthodoxe idee en plaatste de romp terug gewoon op de onderste vleugel in plaats van de bovenste. Het gevaar van asymmetrische stuwkracht op een tweemotorig systeem bleek dan toch niet zo ernstig te zijn als Ursinus beweerde, waardoor het ongebruikelijke ontwerp van de G.I in feite een antwoord was op een niet-bestaand probleem.
De G.II had een bemanning van drie personen en was bewapend met twee 7,92mm-machinegeweren. Het voorste gedeelte van de romp werd bekleed met multiplex, de rest met hout. De romp en de twee grote "gondels" werden op de onderste vleugel geplaatst. Elke gondel bevatte een olietank, waaronder een 160 kW (220 pk) Mercedes D.IV-motor bevestigd werd, en een propeller. Ongewoon was dat de wielen in twee paren vlak onder deze gondels geplaatst werden. Dit maakte de kans op "omgekeerd landen" kleiner was. Het gehele vliegtuig was zodanig ontworpen dat het zeer gemakkelijk gedemonteerd en vervoerd kon worden.
Het prototype maakte zijn eerste vlucht in maart 1916 en tijdens deze tests kwamen er verscheidene tekortkomingen aan het licht. Zo kon het toestel bijvoorbeeld niet de hoeveelheid bommen dragen die het leger wou. Dit werd opgelost door een herontwerp van de vleugels en een grotere spanwijdte.

## Operationele geschiedenis
De toestellen werden voor het eerst in Macedonië aan het Balkanfront ingezet. De reputatie van de G.II leed onder de onbetrouwbaarheid van de motoren, die de neiging hadden de krukas te beschadigen. Ook bleek dat de motor te zwak was. Er moet echter ook rekening worden gehouden met de situatie waarin zij opereerden: Macedonië kent grote temperatuurverschillen, strenge winters, ruige bergketens en de transportmogelijkheden waren gebrekkig.
In het totaal produceerde de Gothaer Waggonfabrik veertien vliegtuigen van dit type. In oktober 1916 waren er vier actief aan het front, in december drie en in april 1917 werden ze uit de inventarissen geschrapt, wat betekent dat ze uit dienst genomen werden.
Gotha G.I · Gotha G.II · Gotha G.III · Gotha G.IV · Gotha G.V · Gotha G.VI · Gotha G.VII · Gotha G.VIII · Gotha G.IX · Gotha G.X · AEG DJ.I · AEG G.I · AEG G.II · AEG G.III · AEG G.IV · AEG G.V · AEG J.I · AEG J.II · AEG R.I · Friedrichshafen G.II · Friedrichshafen G.III · Hannover CL.II · Junkers CL.I ·  Junkers J.I · Rumpler G.I  · Rumpler G.II · Rumpler G.III  · Zeppelin-Lindau Rs.II  · Zeppelin-Lindau Rs.III · Zeppelin-Lindau Rs.IV · Zeppelin-Staaken R.VI